# エルラッハ城
エルラッハ城（エルラッハじょう、英語: Erlach Castle、ドイツ語: Schloss Erlach）は、スイス連邦のベルン州エルラッハにある城郭で、スイス連邦の重要文化財である。

## 歴史
エルラッハ城は1090年から1100年にかけてローマ・カトリック・バーゼル教区の司教であるブルカート・オブ・バーゼルの手により建てられ、エルラッハの城と町はニーダウ伯爵（Counts of Nidau）の領地になった。1265年、ピエトロ2世・ディ・サヴォイアがサヴォイア家の封建制の下で城と領地を授けた。サヴォイア家の統制時代の間、ピエトロ2世は城への居住と私有地の管理のために教区委員を指名した。教区委員の騎士は城と町の名前から取られ、ヴォン・エルラッハ家としてその名が知られるようになった。のちに、ヴァン・エルラッハ家はローペンの戦いにおいて勝利した旧スイス連邦共和国司令官であるルドルフ・ヴァン・エルラッハを含む数多くの著名な指導者たちを輩出していくことになる。1300年までヴァン・エルラッハ家はベルン州の市民だった。最後のニーダウ伯爵と死別した女性であるイザベラ・オブ・ヌーシャテル（Isabella of Neuchatel）の死後となる1395年、エルラッハはサヴォイア家によって直ちに統治された。彼らは1407年にド・シャロン家（de Chalon family）のために町を抵当に入れた。
1474年、城はブルゴーニュ戦争の最中にベルンの部隊に制圧され、ベルン市の支配下で残されることになった。新しく占領した区域の初代統治者はド・シャロン家の下で総督となったルドルフ・ヴァン・エルラッハであった。